# 구름빵
《구름빵》은 2004년에 출간된 백희나 작가의 첫 창작 그림책이다. 구름빵의 줄거리는, 어느 비 오는 날 아침, 작은 구름이 나뭇가지에 걸려 있다. 고양이 남매는 구름을 엄마에게 가져가고, 고양이 남매의 엄마는 구름을 반죽해 빵을 굽는다. 노릇노릇 잘 익은 구름빵을 먹은 엄마와 아이들은 구름처럼 두둥실 떠오른다. 아이들은 아침도 못 먹고 허둥지둥 출근한 아빠를 떠올리고, 하늘을 날아서 구름빵을 갖다준다. 이 그림책은 구름으로 만든 2005년 볼로냐 국제아동도서전에서 올해의 일러스트레이터로 선정되었다. 그림책《구름빵》은 전세계 10여개 국가에서 번역되어 출판되었으며, 어린이 뮤지컬과 TV 애니메이션으로도 만들어졌다.  애니메이션 <구름빵>은 2010년과 2011년에 걸쳐서 1기가 방영되었고, 2012년에는 2기가 방영되었으며, 2016년에는 3기가 방영된 뒤, 2016년 12월 31일에 종영되었다. 1~3기 모두 KBS 1TV 에서 방영되었다. 작가는 그림책  《구름빵》의 저작권을 출판사에 양도했다는 이유로 원작이 자신의 의도와 달리 변형되는 것에 한마디 의견도 제시할 수 없었다고 한다. 애니메이션 주인공 이름인 '홍비'는 작가의 첫 아이 이름에서 따온 것이다.

## 방송 일시
| 방송 채널 | 방송 기간                          | 방송 시간 |
| KBS 1TV   | 2010년 9월 11일 ~ 2011년 3월 19일  | 종료      |
| KBS 1TV   | 2011년 11월 12일 ~ 2012년 5월 26일 | 종료      |
| KBS 1TV   | 2016년 7월 23일 ~ 12월 31일        | 종료      |

## 등장인물

### 구름빵 가족들
- 홍시:(어리광쟁이 동생이다.)
- 홍비:이 작품의 주인공이다. 얌전하고 똑똑하며,꾸미는것을 좋아해 엄마의 립스틱을 건들기도 하였다.
- 엄마,아빠
- (외할머니,할머니,할아버지)

### (기타)=(구름빵 친구들)
- (모리인형,엘리 선생님,양 아줌마,올빼미 할아버지,쿠크 삼촌, 쿠키 엄마,코끼리 아저씨)
- (루이,리아,미미,에드)

- (울리)
- (쿠키)

### 목소리 출연
- AGB 닐슨 미디어리서치

### 3기
| 회차 | 방송 일자       | 주제 |
| ---- | --------------- | ---- |
| 1회  | 2016년 7월 23일 |      |
| 2회  | 7월 30일        |      |
| 3회  | 8월 20일        |      |
| 4회  | 8월 27일        |      |
| 5회  | 9월 10일        |      |
| 6회  | 9월 24일        |      |
| 7회  | 10월 1일        |      |
| 8회  | 10월 8일        |      |
| 9회  | 10월 15일       |      |
| 10회 | 10월 22일       |      |
| 11회 | 10월 29일       |      |
| 12회 | 11월 5일        |      |
| 13회 | 11월 12일       |      |
| 14회 | 11월 19일       |      |
| 15회 | 11월 26일       |      |
| 16회 | 12월 3일        |      |
| 17회 | 12월 10일       |      |
| 18회 | 12월 17일       |      |
| 19회 | 12월 24일       |      |
| 20회 | 12월 31일       |      |